# Bjørnøyna
Bjørnøyna, est une île dans le landskap Sunnhordland du comté de Vestland. Elle appartient administrativement à Lindås.

## Géographie
Rocheuse et couverte d'arbres, elle s'étend sur environ 1,139 km de longueur pour une largeur approximative de 320 m. Elle comporte un lac en son centre.  